# Istočka Reka
Istočka Reka (makedonska: Источка Река) är ett vattendrag i Nordmakedonien. Det rinner genom kommunen Resen, i den sydvästra delen av landet, 120 kilometer söder om huvudstaden Skopje. Istočka Reka mynnar i Prespasjön.